# Oregon (banda)
Oregon es una banda estadounidense de jazz contemporáneo y world fusión, creada en 1971 por Ralph Towner (guitarra, piano, sintetizador, trompeta), Paul McCandless (saxo soprano, oboe, corno inglés), Glen Moore (contrabajo, violín, piano), y Collin Walcott (percusión, sitar, tabla). Todos ellos provenían de The Paul Winter Consort, el grupo de jazz étnico y world music del saxofonista Paul Winter.

## Historia
Previamente habían realizado una grabación, en 1970 para el sello Increase Records, aunque la desaparición de éste justo cuando iba a publicarse hizo que el disco no apareciera  hasta 1980, editado por Vanguard, bajo el título de Our First Record.  Por lo tanto, su primer disco "oficial" fue Music of Another Present Era (Vanguard, 1972), al que siguieron Distant Hills y Winter Light, también en Vanguard. Paralelamente, bajo el nombre de "Ralph Towner with Glen Moore", se publicó un disco en ECM, 8Trios Solos, (1973).  En estos discos, Oregon se proyectó como un grupo que, partiendo de la música del Consort de Paul Winter, mezclaba influencias de la música de cámara europea con músicas tradicionales de distintas partes del mundo, especialmente orientales, además de elementos propios de la música ambiental y del jazz de vanguardia.  Después de varios discos más con Vanguard, durante los años 1970, grabaron tres álbumes para Elektra/Asylum (1978-1980).  
Tras permanecer algunos años fuera de escena, el grupo vuelve a reencontrarse y graba para ECM, publicándose el homónimo Oregon, en 1983, y Crossings, en 1984.  durante la gira de 1984, Walcott muere en un accidente de tráfico en la antigua Alemania del Este.  La banda se disuelve a raíz de ello, pero en mayo de 1985, en un concierto en su memoria con el percusionista Trilok Gurtu, en Nueva York, vuelven a reunirse.  Gurtu se incorpora como miembro, permaneciendo en el grupo durante cinco años.
Tras su partida, el grupo continúa como trío, publicando dos discos en este periodo.  El álbum Northwest Passage, supone la vuelta a formato con percusión, con la inclusión del batería Mark Walker y de Arto Tuncboyaciyan; En 1999 el grupo viaja a Moscú, para grabar con la Tchaikovsky Symphony Orchestra de Moscú, grabación que se publica en 2000, siendo nominada a los Premios Grammy.

## Discografía
La discografía completa del grupo, es la siguiente:
para el sello Vanguard
- Our First Record (grabado en 1970, aunque no editado hasta 1980).
- Music of Another Present Era (1972)
- Distant Hills (1973)
- Winter Light (1974)
- In Concert (1975)
- Together (1976), con el batería Elvin Jones.
- Friends (1977)
- Violin (1978), con el violinista Zbigniew Seifert.
- Moon and Mind (1979)

para Elektra
- Out of the Woods (1978)
- Roots in the Sky (1979)
- In Performance (1980)

para ECM
- Oregon (1983)
- Crossing (1984)
- Ecotopia (1987)

para el sello Intuition
- 45th Parallel (1989)
- Always, Never and Forever (1991)
- Troika (1993)
- Beyond Words (1995)
- Northwest Passage (1997)
- Music for A Midsummer Night's Dream (The Oregon Trio) (1998).
- In Moscow (2000), con la Tchaikovsky Symphony Orchestra de Moscú.
- Live at Yoshi's (2002)

para el sello CamJazz
- Prime (2005)
- The Glide (solo para iTunes) (2005)
- Vanguard Visionaries  (2007)
- 1000 Kilometers (2007)
- In Stride (2010)
- Family Tree (2012)